# Жером Коджа
Жеро́м Еже́н Ко́джа (фр. Jérôme Eugène Coggia; 18 лютого 1849 — 15 січня 1919) — французький астроном корсиканського походження.
Працюючи в Марселі, він відкрив кілька комет, у тому числі яскраву комету Коджі (C/1874 H1).
| 96 Егла      | 17 лютого 1868  |
| 187 Ламберта | 11 квітня 1878  |
| 193 Амбросія | 28 лютого 1879  |
| 217 Евдора   | 30 серпня 1880  |
| 444 Гіптіда  | 31 березня 1899 |